# The Death of Gwen Stacy
A The Death of Gwen Stacy (’Gwen Stacy halála’) egy 1973-as, a Marvel Comics kiadásában megjelent képregénytörténet, melynek írója Gerry Conway rajzolója pedig Gil Kane. A kétrészes történet, mely az Amazing Spider-Man 121. és 122. számában jelent meg fordulópont volt a Marvel legkedveltebb képregényszereplőjének, Pókembernek az életében és nagy hatással volt a sorozat későbbi történeteire is. A The Death of Gwen Stacy cselekményében Pókember régi ellenfele, Norman Osborn, a Zöld Manó bosszút akar állni Pókemberen és barátain, mivel őket hibáztatja fia, Harry kábítószerfüggőségéért és a családját ért más szerencsétlenségekért.